# Ga KLIA T1 ERL
Ga KLIA T1 1 ERL (trước đây gọi là KLIA) là một nhà ga trên Express Rail Link (ERL) phục vụ cho Terminal 1 của Sân bay quốc tế Kuala Lumpur (KLIA) ở Sepang, Selangor, Malaysia. Nhà ga nằm tại tầng một của tòa nhà. Nó phục vụ cho cả hai tuyến ERL, KLIA Ekspres và KLIA Transit.
Tất cả tàu ERL đều dừng tại ga này và Ga KLIA T2 ERL. KLIA Ekspres sẽ chạy không dừng đến ga KL Sentral, đây là tuyến đường sắt chính của Kuala Lumpur, trong khi KLIA Transit dừng tại ba nhà ga trước khi đến ga cuối tại KL Sentral.

## Trung chuyển KLIA T1-KLIA T2
Dịch vụ KLIA Ekspres và KLIA Transit hoạt động trên 2 đường ray đơn hai chiều giữa ga Terminal 1 và Terminal 2. KLIA Ekspres chạy trên đường ray liên kết đến Ke ga A của cả hai ga và KLIA Transit chạy trên Ke ga B. Hành khách sẽ nhận được thông báo dịch vụ đến hoặc đi thông qua bảng thông báo tự động và màn hình hiển thị trên ke ga.
Các dịch vụ chồng nhau và dùng chung nhà ga cho phép ERL có tần suất trung chuyển cao hơn giữa Terminal 1 và Terminal 2 không giống như ga cuối KL Sentral nơi các dịch vụ bắt đầu và kết thúc được chia ra thành nhiều nền tảng khác nhau tại nhiều vị trí của nhà ga.